# Монро (Мен)
Монро (англ. Monroe) — місто (англ. town) в США, в окрузі Волдо штату Мен. Населення — 931 особа (2020).

## Демографія
Згідно з переписом 2010 року, у місті мешкало 890 осіб у 402 домогосподарствах у складі 247 родин. Було 461 помешкання
Расовий склад населення:
| - 97,6 % — білих - 0,2 % — чорних або афроамериканців - 0,2 % — азіатів |

До двох чи більше рас належало 1,9 %. Частка іспаномовних становила 1,2 % від усіх жителів.
За віковим діапазоном населення розподілялося таким чином: 17,8 % — особи молодші 18 років, 66,1 % — особи у віці 18—64 років, 16,1 % — особи у віці 65 років та старші. Медіана віку мешканця становила 47,5 року. На 100 осіб жіночої статі у місті припадало 99,6 чоловіків;  на 100 жінок у віці від 18 років та старших — 97,3 чоловіків також старших 18 років.
Середній дохід на одне домашнє господарство  становив 57 024 долари США (медіана — 42 500), а середній дохід на одну сім'ю — 66 427 доларів (медіана — 48 654). Медіана доходів становила 46 016 доларів для чоловіків та 37 386 доларів для жінок. За межею бідності перебувало 24,8 % осіб, у тому числі 38,8 % дітей у віці до 18 років та 9,3 % осіб у віці 65 років та старших.
Цивільне працевлаштоване населення становило 491 особа. Основні галузі зайнятості: освіта, охорона здоров'я та соціальна допомога — 31,8 %, будівництво — 11,2 %, роздрібна торгівля — 10,4 %, сільське господарство, лісництво, риболовля — 9,8 %.